# Hertog van Schomberg
Hertog van Schomberg (Engels: duke of Schomberg) was een Engelse adellijke titel. 
De titel werd gecreëerd door koning Willem III in 1689 voor Frederik van Schönberg. Zijn aanvullende titels waren baron Teyes, graaf van Brentford en markgraaf van Harwich. Schomberg is de uit het Frans overgenomen verengelste versie van Schönberg. De titel stierf in 1719 uit met de 3e hertog.

## Hertog van Schomberg (1689)
- 1689 – 1690: Frederik van Schomberg (1615 – 1690), 1e hertog van Schomberg
- 1690 – 1693: Charles van Schomberg (1645 – 1693), 2e hertog van Schomberg
- 1693 – 1719: Meinhardt van Schomberg (1641 – 1719), 1e hertog van Leinster en 3e hertog van Schomberg